# 杉沢村伝説
杉沢村伝説（すぎさわむらでんせつ）は、青森県にあったとされる村にまつわる都市伝説。

## 概要

### 伝説の内容
かつて青森県の山中に、杉沢村という村があった。昭和の初期、「一人の村人が突然発狂し、村民全員を殺して自らも命を絶った」という事件が起きた。誰もいなくなった村は、隣村に編入されて廃村となり、地図や県の公式文書から消去された。しかし、その廃墟は悪霊の棲み家となって現在も存在するという。

### 杉沢村の場所について
この伝説が流行した時期、「村への道筋を示すキーワード」とされるものが各種メディアで伝えられた。諸説あるが、概ね次のようなものである。
- 村へ向かう道路に「ここから先へ立ち入る者 命の保証はない」と書かれた看板がある。
- 村の入口に朽ちた鳥居があり、その根元にドクロのような石（もしくは岩）がある。
- 奥へ進んでゆくと廃墟と化したかつての住居があり、その内部では事件の惨劇を物語る血痕のようなものが多数見受けられる。

### メディア
この伝説はインターネット上で話題になり、「杉沢村」を調査・捜索しようとする廃墟マニアやオカルトファン、または「肝試し」目的の者が現れ、各々の冒険譚がインターネットなどで公開された。
2000年8月24日放送のフジテレビ系バラエティ番組『奇跡体験!アンビリバボー』の特番で取り上げられたことで全国的に広まった。同番組では数回にわたり「杉沢村」の特集を行ったが、最後まで村の正体は分からず「杉沢村は時空の歪みの中に存在し、現われたり消えたりする村である」と結論づけた。

### 由来
1953年（昭和28年）12月12日には青森県中津軽郡新和村（現・弘前市）の小友地区にて一家7人が猟銃で射殺される事件（青森県新和村一家7人殺害事件）が発生したが、斎藤充功・石川清は同事件が「杉沢村伝説」の由来になった説を指摘している。また、並木伸一郎は「同事件は津山事件を連想させるものだったため、2つの事件が混同されて都市伝説の下地になった」と指摘している。
このほか、森村誠一の小説『野性の証明』に登場する「大量虐殺事件が起こった岩手県の『風道』という集落」のモチーフがこの伝説である、とする説もある。

### その他の「杉沢村」
青森県内には青森市浪岡（旧南津軽郡浪岡町）や三戸郡の南部町・三戸町などに「杉沢」という集落・地名があるが、この「杉沢村」とは無関係である。

## 関連メディア

### 雑誌
- ダークサイドJAPAN vol.1（2000年8月、大洋図書） - 杉沢村がマスメディアに初めて登場、取材執筆者はライターの赤木太陽[5]。

### テレビ
- 奇跡体験! アンビリバボー 2時間恐怖スペシャル（2000年8月24日、フジテレビ）
- 未確認思考物体（2008年3月18日、関西テレビ）
- たかじんNOマネー〜人生は金時なり〜（2013年7月、テレビ大阪）うん

### ビデオ
- 杉沢村伝説 完全無削除 絶対恐怖版（2000年、トランスフォーマー） - ナビゲーターは桜金造。
- 地図から消えた村・杉沢村の呪い（2001年、ブロードウェイ）
- 日本怨念地図〜検証!!杉沢村の呪い（2002年、ブロードウェイ）

### 漫画
- 怨霊・日本列島（2005年8月、宙出版）[6]
- ぬらりひょんの孫（ジャンプコミックス）

### 映画
- 杉沢村都市伝説 劇場版（2014年6月28日、チャンス・イン） - 主演・伊藤寧々[注 1]。

### ゲームアプリ
- 都市伝説 〜杉沢村からの脱出〜（2015年、SEEC）